# HMS Lowestoft (könnyűcirkáló)
A HMS Lowestoft a Brit Királyi Haditengerészet egyik Town-osztályú könnyűcirkálója volt. A cirkálót 1913. április 23-án bocsátották vízre a Chatham Dockyard hajógyárból. A hajó a Birmingham-alosztály tagja volt.
Kezdetben a Lowestoft a Nagy Flotta 1. könnyűcirkáló rajánál szolgált. 1914 augusztusában a brit könnyűcirkáló elsüllyesztett egy német kereskedőhajót. 1914. augusztus 28-án a Lowestoft részt vett a helgolandi csatában, 1915. január 24-én pedig a doggerbanki csatában. 1915 februárjában a 2. könnyűcirkáló rajhoz helyezték, majd 1916-ban ismét áthelyezték, ezúttal a Földközi-tengeren szolgáló 8. könnyűcirkáló rajhoz. A Lowestoft túlélte a háborút, de 1931. január 8-án eladták a Milford Haven-i Thos W Ward hajóbontó cégnek.